# Юражная каша
Юражная каша — русская каша из гречневой крупы и юраги (юрга, пахта, пахтанья, сыворотка), остающейся после сбивания сливочного масла из сметаны или сливок
Кроме гречневой крупы ядрицы также использовали глубоко отшелушенную смоленскую крупу. Юражная гречневая каша долгое время была национальным русским праздничным или предпраздничным ритуальным блюдом. Её готовили ранним летом и осенью, в периоды массовой заготовки русского масла (топленого) или сбивания масла. Каша получалась очень нежной.
Приготовление юражной каши было возможно только в русской печи с падающей температурой (то есть в остывающей печи). В конце XIX — начала XX в. юражная каша начинает постепенно исчезать из городского быта, а затем, в 20-х годах XX в., и из деревенского. С 30—40-х годов исчезает и название «юражная» из всех современных словарей.
Исчезновение домашнего приготовления сливочного масла в России после Второй мировой войны окончательно привело к невозможности получения одного из главных компонентов юражной каши — пахтанья — в домашнем хозяйстве и в домашней кухне.

## Приготовление
Крупа вначале обваривается (ошпаривается) небольшим количеством кипящего молока, а затем заливается смесью юраги. После этого плотно закрытую посуду с крупой ставят в печь для упревания на 3—4 часа. Полученную кашу заправляют сливочным маслом и едят горячей.